# Apache Oozie
Apache Oozie est un logiciel de la Fondation Apache servant à l'ordonnancement de flux dédié au logiciel Hadoop. Il est implémenté comme une application Web Java exécuté dans un conteneur de servlets Java et est distribué sous la licence Apache 2.0.
Les Workflows dans Oozie sont définis comme une collection de flux de contrôle et d'actions dans un Graphe orienté acyclique. Les nœuds du flux définissent le début et la fin d'un flux de travail (Start, end et des nœuds de défaillance), ainsi qu'un mécanisme destiné à contrôler la trajectoire d'exécution de flux de travail (décision, la fork et nœuds de jonction). Les nœuds d'action sont le mécanisme par lequel un flux de travail déclenche l'exécution d'une tâche de calcul ou d'un traitement. Oozie prend en charge différents types d'actions dont Hadoop MapReduce, les opérations HDFS, Pig, SSH, et l'envoi email. Oozie peut également être étendu pour supporter d'autres types d'actions.
Les Workflow Oozie peuvent utiliser des paramètres en utilisant des variables comme ${inputDir} définis dans flux de travail. 
Lorsqu'une tâche est lancée, les valeurs pour les paramètres doivent être fournies. 
Si elle est correctement paramétrée (en utilisant différents répertoires de sortie), une même tâche peut être utilisée simultanément par plusieurs processus.

## Éditeurs
- Hue editor and dashboard
- Oozie workflow generator
- Oozie Eclipse plugin[2]